# De Nederlandstalige Top 30
De Nederlandstalige Top 30, voorheen RADIONL & TV Oranje TOP 30 is een Nederlands radioprogramma dat elke vrijdag tussen 15.00 en 18.00 uur wordt uitgezonden op RadioNL.

## Geschiedenis
De Top 30 werd voor het eerst uitgezonden op 6 juli 2007. In de eerste editie van de Top 30 stonden Gerard Joling en André Hazes op nummer één met het nummer Blijf bij mij. Dit was tevens de beste Nederlandstalige plaat van 2007 en stond 26 weken in de Top 30. Op nummer twee staat Jeroen van der Boom met het nummer Jij bent zo. Dit nummer heeft ook 26 weken in de Top 30 gestaan.

### Einde samenwerking
Na afloop van de radio-uitzending werd een selectie van de meest opvallende hits op TV Oranje uitgezonden. Op 23 maart 2012 kwam er een einde aan de samenwerking van TV Oranje en de RadioNL.
Hierdoor wordt het programma nu uitgezonden als 'De Nederlandstalige Top 30'.

## GfK Dutch Charts
GfK Dutch Charts is het bedrijf dat onderzoekt welke plaats elke plaat krijgt in de Top 30. Het bedrijf bekijkt dan welke platen het meest verkocht, gedownload en aangevraagd worden door de Nederlanders.